# American Boy
American Boy è un singolo della cantante britannica Estelle e del rapper statunitense Kanye West, pubblicato il 17 marzo 2008 come secondo estratto dal secondo album in studio Shine della cantante. Il brano è stato riconosciuto con il Grammy Award alla miglior collaborazione rap/sung ed è stato candidato nella categoria canzone dell'anno nel 2009.

## Descrizione
Il brano, che ha visto i due artisti scrivere il brano con alcuni collaboratori, tra cui John Legend, utilizza un campionamento di Impatient, traccia dell'album Songs About Girls di Will.i.am. In un'intervista postuma rilasciata a Elle, Estelle ha raccontato il processo di scrittura con Legend e la scelta di collaborare con West:
(Estelle)
Nel 2013 in un'intervista rilasciata a  Billboard, Will.i.am ha raccontato dei problemi del suo accreditamento nel brano, avvenuto solo successivamente per tempistiche burocratiche:
(Will.i.am)

### Remix
Il 14 giugno 2019 viene pubblicato sulla piattaforma YouTube il remix editato dal dj Brooks.

## Video musicale
Il video musicale, diretto da Kanye West e Spike Jonze, è stato girato completamente in bianco e nero. Nel video oltre alla cantante Estelle, fanno una loro apparizione John Legend, Kardinal Offishall, Taz Arnold dei Sa-Ra Creative Partners, Consequence, Ryan Leslie, Brandon Hines, e Terrence J dei 106 and Park, fra gli altri.

## Accoglienza
Pitchfork ha inserito American Boy alla 10ª posizione tra i Migliori singoli del 2008, e al 238º posto nella lista delle 500 migliori canzoni degli anni 2000. Rolling Stone ha inserito il brano al 7º posto della classifica delle 100 migliori canzoni del 2008, pubblicata dalla rivista musicale.
BBC ha inserito American Boy all'85ª posizione nella lista delle 100 migliori canzoni britanniche del 21º secolo. Nel 2019, Time Out l'ha inserita nella sua lista delle 50 migliori canzoni degli anni 2000. Nel 2020, The Guardian l'ha definita l'85ª più grande canzone che ha raggiunto la prima posizione della classifica britannica.

## Riconoscimenti
Grammy Award
- 2009 – Miglior collaborazione rap/sung
- 2009 – Candidatura alla canzone dell'anno

BRIT Award
- 2009 – Candidatura al singolo britannico dell'anno

International Dance Music Awards
- 2009 – Candidatura alla migliore canzone R&B/Urban Dance

MOBO Awards
- 2008 – Miglior canzone

MTV Video Music Awards
- 2009 – Candidatura al miglior video dal Regno Unito

NAACP Image Award
- 2009 – Candidatura alla migliore collaborazione di un duo o gruppo

NRJ Music Award
- 2009 – Candidatura alla migliore canzone internazionale

Urban Music Awards
- 2009 – Miglior collaborazione

## Tracce
Testi di William Adams, Estelle Swaray, John Stephens, Kanye West, Ethan Hendrickson, Josh Lopez, Caleb Speir, Keith Harris, musiche di Will.i.am
UK CD1
1. American Boy (clean radio edit)

UK CD2
1. American Boy (explicit album version)
2. Life to Me
3. American Boy (video)

iTunes Remixes EP
1. American Boy (TS7 remix)
2. American Boy (TS7 remix radio edit)
3. American Boy (Soulseekerz club remix)
4. American Boy (Soulseekerz dub remix)
5. American Boy (Soulseekerz radio remix)

## Classifiche

### Classifiche settimanali
| Classifica (2008)         | Massima posizione |
| ------------------------- | ----------------- |
| Australia                 | 5                 |
| Bulgaria                  | 2                 |
| Canada                    | 34                |
| Danimarca                 | 2                 |
| Euro 200                  | 10                |
| Francia Airplay           | 25                |
| Germania                  | 4                 |
| Irlanda                   | 2                 |
| Italia                    | 3                 |
| Lituania                  | 22                |
| Netherlands Singles Chart | 9                 |
| Norvegia                  | 10                |
| Nuova Zelanda             | 5                 |
| Polonia                   | 45                |
| Svezia                    | 44                |
| Turchia                   | 3                 |
| UK                        | 1                 |
| Stati Uniti               | 9                 |
| Stati Uniti (R&B/Hip-Hop) | 55                |

## Cover
Pochi mesi dopo l'uscita di American Boy sono state pubblicate numerose cover del brano. Fra le altre Jamaica Boy (stesso testo, salvo per il cambio di nazionalità, ed arrangiamento reggae) di Bost & Bim ft. Brisa roché & Lone Ranger, Ragazzo del Sud cantata in lingua italiana di Irene Lamedica e, sempre in italiano, Italian Boy di Paolo Brera.
La cantante statunitense Michelle Lily ne ha realizzata un'altra versione, dal titolo American Girl, insieme a Mondo Marcio che ne ha curato anche la produzione.